# Moranopteris killipii
Moranopteris killipii är en stensöteväxtart som först beskrevs av Edwin Bingham Copeland, och fick sitt nu gällande namn av R.Y.Hirai och J.Prado. Moranopteris killipii ingår i släktet Moranopteris och familjen Polypodiaceae. Inga underarter finns listade.